# Unilatina
La Unilatina, es una institución de educación superior, de carácter privado ubicada en el centro de Bogotá, Colombia con filial en Florida, Estados Unidos. Sus orígenes se remontan al año de 1978, fundada por los esposos Julio Alberto Moyano Ferrer y Lydia Beatriz Bautista de Moyano.
Está integrada por 5 áreas donde ofrece 8 certificaciones en conocimientos académicos, 1 técnico laboral, 4 tecnologías, y 4 programas de pregrado.